# Kebontunggul
Kebontunggul is een bestuurslaag in het regentschap Mojokerto van de provincie Oost-Java, Indonesië. Kebontunggul telt 1611 inwoners (volkstelling 2010).